# 奥間大親
奥間 大親（おくま うふや、生没年不詳）は、14世紀（1320年頃）の中世琉球における人物。後に初代中山王となる察度の父親と伝えられる。

## 概要
三国統一以前で初代中山王を名乗る察度の父で、中城村の小さな集落、奥間で生まれ育ち、後に浦添間切の謝名村（現在の宜野湾市真志喜）に移り住む。
天女を妻とした（羽衣伝説）などさまざまな言い伝えがあるが、はっきりとした生い立ちは判明していない。

## 家族
- 妻 - 英慈王（英祖王統3代目）の次女・真銭金（マガニガニ）で、身を隠すために天女と呼ばれたともいわれている。
  - 長女 - 天茶添按司加那志
  - 長男 - 察度
- 後妻
  - 次男 - 泰期（金満按司）
  - 三男 - 天久按司慎拍

## 伝説
『中山世鑑』には以下の伝説が載っている。
ある夏の夕暮れに奥間大親という貧しい農夫が、森の川を訪れると泉で水浴びしている天女を見つけ、とっさにそこにあった天女の羽衣を隠し、困った天女に「羽衣が見つかるまで私の家にいるといい」と言って家へ連れていき、いつしか二人の間には一男一女が生まれた。ある日、娘が「お母さんの羽衣は、倉の中にある」という子守唄を歌っているのを聞いた天女は、倉から羽衣を見つけ出して身にまとい、天上に舞い上がっていった。大親と子供たちは泣きながら戻ってくるように言うが、天女はやがて雲のかなたへと消えていった。この伝説になぞらえて、宜野湾市海浜公園で毎年8月上旬にはごろも祭りを開催している。

## 現在
森川公園（沖縄県宜野湾市真志喜1丁目24-1）にある西森御嶽の石門裏手にある洞窟に祀られている。また、記念碑の西森記碑もある。交通は那覇空港から約14.8km（約30分）、高速は西原インターチェンジが最寄り。